# Deming, New Mexico
Deming este o localitate, o municipalitate și sediul comitatului Luna din statul New Mexico, Statele Unite ale Americii.